# Kenshin Yasuda
Kenshin Yasuda (5 maart 2005) is een Japans voetballer die door Oita Trinita wordt uitgeleend aan KRC Genk.

## Clubcarrière
Yasuda maakte op 18 augustus 2021 zijn officiële debuut voor Oita Trinita: in de bekerwedstrijd tegen Thespakusatsu Gunma (1-2-zege na verlengingen) mocht hij tijdens de verlengingen invallen. De club degradeerde in het seizoen 2021 uit de J1 League, waardoor Yasuda op 5 juni 2022 zijn competitiedebuut in de J2 League maakte.
In januari 2025 maakte Yasuda op huurbasis de overstap naar Jong Genk, het beloftenelftal van KRC Genk dat in Eerste klasse B voetbalt.

## Interlandcarrière
Yasuda werd in februari 2023 gselecteerd voor de Asian Cup onder 20 in Oezbekistan. Japan sneuvelde er in de halve finale na strafschoppen tegen Irak.
15 Claes  ·
50 Youndje ·
51 Brughmans ·
52 Da Costa ·
54 Onstein ·
55 Yoshinaga · 
56 De Wannemacker ·
57 Murenzi ·
58 Wamu · 
59 Mirisola ·
60 Lazar ·
61 Van Ingelgom ·
62 Cauwel ·
63 Wasinski ·
65 Akpan ·
66 Bafdili ·
68 Rabhi ·
71 Stevens ·
72 Barry ·
73 Mbavu ·
74 Nuozzi ·
75 Caicedo ·
76 Driessen ·
78 Lukanic ·
79 Nzoko ·
80 Touré ·
81 Boets ·
82 Vliegen ·
84 Sarfo ·
86 Haroun · 
87 Yasuda ·
89 Kim ·
Coach: Van Rumst